# Molí de Vallès (Santa Bàrbara)
El molí de Vallès és un edifici de Santa Bàrbara (Montsià) inclòs a l'Inventari del Patrimoni Arquitectònic de Catalunya.

## Descripció
Situat a la carretera de Santa Bàrbara en direcció al Mas de Barberans, fou bastit el segle xix. De planta rectangular, fet amb maçoneria, la construcció sembla que era de planta baixa i que, amb el temps s'hi afegí un cos amb pis, a l'extrem oest, i s'alçaren uns metres més de parets. En l'extrem est hi ha restes, fins a l'alçada d'un pis, d'una torre octogonal que sembla que fou construïda amb anterioritat, te espitlleres i s'utilitzà a les guerres carlines. Tot l'edifici s'obre a la carretera per una gran porta amb muntants i llinda de pedra escairada i que porta al mig la inscripció "AÑO 1816" dins d'un rebaix circular a la mateixa pedra.
Té els trets típics dels masos, amb una zona per al ramat i les cavalleries (a l'altra banda del camí), la zona d'habitatge i la zona d'elaboració amb molí de giny. Actualment s'hi veuen algunes restes soltes de la premsa del giny, una pica de pedra per a la recollida de l'oli i el que, possiblement, és un trull soterrat.

## Història
Sembla evident que el molí fou bastit per la família Vallès que el va posseir fins al 1896, any que el va vendre.
Els trets clarament defensius (recinte clos, poques obertures, amplada dels murs, espitlleres), i l'època en què es desenvolupa el molí fan pensar en un possible ús militar durant les guerres carlines. D'altra banda, la utilitat del molí per a la transformació de l'oli indica una intensa activitat agrícola de la plana ja des del segle xviii, i de la important embranzida econòmica que tingué tota l'àrea de l'Ebre gràcies al comerç de l'oli.